# Port lotniczy Garabogaz
Port lotniczy Garabogaz – port lotniczy zlokalizowany w miejscowości Garabogaz w Turkmenistanie.